# Barock-Antiqua

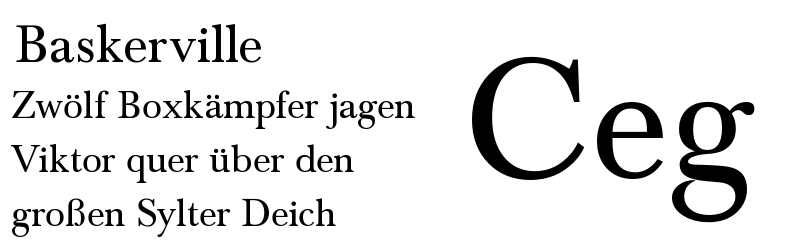
Beispiel für eine Barock-Antiqua

Die Barock-Antiqua ist eine Schriftklasse nach DIN 16518.
Zeitlich fällt die Entwicklung der dritten Schriftklasse nach DIN 16518 in die Zeit des Barocks, der früher verwendete Begriff Übergangs-Antiqua, auch Vorklassizistische Antiqua, beschreibt diese Schriftklasse jedoch besser, da sie als Bindeglied zwischen der vom Schreiben geprägten Renaissance-Antiqua und den geplanten, durchdachten Formen späterer Klassen fungiert, und eher eine Beruhigung des Schriftbildes denn ein barockes Auftreten hat.
Im englischen Sprachraum ist statt Barock-Antiqua die Bezeichnung Transitional geläufig, sowie in Frankreich Réales, in Holland Realen und in Italien Transizionali.

## Geschichte
Die Barock-Antiqua lässt sich in drei Unterarten aufteilen: die holländische, englische und französische. Die holländische Barock-Antiqua ist Mitte des 17. Jahrhunderts von den Schriftschneidern Anton Janson, Christoffel van Dijck und Johann Michael Fleischmann entwickelt worden. Sie ist durch ihre schlanke Linie charakterisiert und zeigt noch Reminiszenz an die Renaissance-Antiqua. Die Hauptvertreter im England des 18. Jahrhunderts waren William Caslon und John Baskerville. Dank dieser beiden Schriftschneider erhielt England einen angesehenen Rang im Schriftschaffen. Im Gegensatz zur holländischen, ist die englische Art kräftiger und auf fettfein gestimmt. Die französische Art entstand 1692, als sie von dem französischen König Ludwig XIV. in Auftrag gegeben wurde. Philippe Grandjean schnitt daraufhin die Romain du Roi. Diese Schrift durfte nur von der königlichen Hofdruckerei verwendet werden, weswegen Pierre Simon Fournier eine ähnliche schuf, mit verbesserter Form für den allgemeinen Gebrauch. Diese Art richtet sich schon nach der Klassizistischen Antiqua.

### Bekannte Vertreter
- Janson (Miklós Misztótfalusi Kis 1690), wurde lange fälschlicherweise dem Holländer Janson zugeordnet, löste in den 30er Jahren die Caslon als Standard-Buchschrift ab, edel und ausdrucksvoll, holländischer Stil
- Caslon (William Caslon 1734–1770), inspiriert von Christoffel van Dijck und Janson, war lange Zeit die populärste Buchschrift und wurde z. B. zum Druck der Amerikanischen Unabhängigkeitserklärung verwendet
- Fleischmann (Johann Michael Fleischmann 1739)
- Fournier (Pierre Simon Fournier 1742)
- Baskerville (John Baskerville 1752)
- Bulmer (William Martin 1792)
- Cochin (Deberny & Peignot 1912, Matthew Carter 1977)
- Perpetua (Eric Gill 1925–32) und Joanna (Eric Gill 1930)
- Times (Stanley Morison 1932), entwickelt aus der Schrift Plantin (Französische Renaissance-Antiqua)
- Concorde (Günter Gerhard Lange 1967), entworfen als Alternative zur Times
- Slimbach (Robert Slimbach 1987)
- Utopia (Robert Slimbach 1989)
- Elzevir (Gerard Daniëls 1992), basiert auf Christoffel van Dijck (1660)
- Linux Libertine (Libertine-Open-Fonts-Projekt) 2003

## Merkmale
Immer noch dem Schreiben mit der Breitfeder nachempfunden, versinnbildlicht die Barock-Antiqua den virtuosen, spielerischen Umgang mit diesem Schreibinstrument. Nicht mehr der Federzug, sondern das Drehen, Verkanten und Auf-die-Spitze-Stellen der Feder ist sichtbar. Allerdings ist es wegen etlicher Merkmale der Schrift schwierig, diese tatsächlich mit einer Feder zu realisieren.
Bei der Barock-Antiqua ist der Kontrast zwischen Grund- und Haarstrichen stärker betont als bei der Renaissance-Antiqua, allerdings noch nicht so stark wie in der nachfolgenden klassizistischen Antiqua. Die Haarstriche verfeinern sich und die Grundstriche verstärken sich. Die Schattenachse ist tendenziell steiler und bei einzelnen Schnitten bereits senkrecht.
Auch die Serifen werden verfeinert und die Rundungen beim Übergang des kräftigen Grundstrichs zur abschließenden Serife kleiner gehalten. Gleichzeitig stehen die horizontalen Schwingungen der Serifen flacher, nahezu eben, und einige Bruchstaben (etwa das r) erhalten Tropfenendungen.
Die Großbuchstaben, die bisher verkürzt waren, erhalten die gleiche Höhe wie die Oberlängen der Kleinbuchstaben. Das R hat oft einen kurvigen Schwanz.